# 엘포스트
엘포스트는 대한민국의 트로트 그룹이다. 2000년 정규 앨범 [Love Post]로 데뷔했다.

## 방송
- 실버스타 코리아 (2019) - 은상

## 음반
- Love Post (2000)
- 사랑의 우편함 (2000)
- 사랑도 미움도 / 단 한사람 (2013)
- 엘포스트 (L.Post) 멋지게 살거야 / 단 한 사람 (2015)

## 공연
- KBS 경주 장애인 가요제 (1996)

## 수상
- 학골가요제 대상